# Mont Blanc (poema)

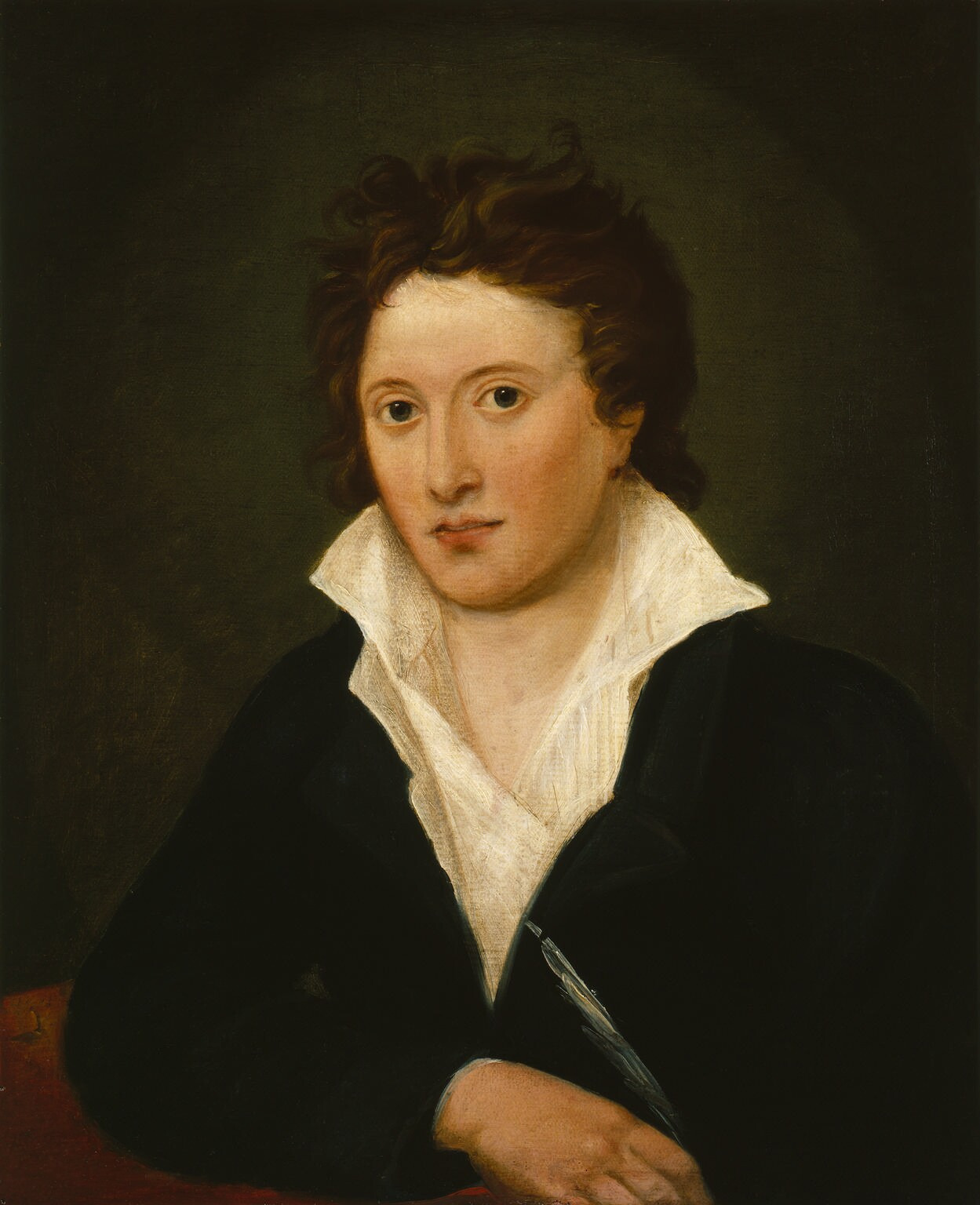
Percy Bysshe Shelley retratado por Amelia Curran en 1819.

Mont Blanc: Líneas Escritas en el Valle de Chamouni es una oda por el poeta romántico Percy Bysshe Shelley. El poema fue compuesto entre el 22 de julio y el 29 de agosto de 1816 durante el viaje de Percy Shelley al valle de Chamonix, e intentó reflejar los escenarios por los que viajó. Mont Blanc fue publicado por primera vez en 1817, en el libro de viajes de Mary y Percy Shelley titulado Historia de una excursión de seis semanas, del cual varios historiadores consideran a Mont Blanc como su culminación. 
Luego del prematuro fallecimiento de Percy Shelley en 1822, Mary Shelley publicó dos colecciones editadas de las poesías de su esposo; ambas incluyeron a Mont Blanc. La promoción de sus poesías por parte de Mary ayudaron a asegurar su reputación y su fama a lo largo de los años. 
En Mont Blanc, Percy Shelley compara el poder de la montaña contra el poder de la imaginación humana. Aunque enfatiza la habilidad de la imaginación para cubrir la verdad mediante el estudio de la naturaleza, cuestiona la noción de la certeza religiosa. El poeta concluye diciendo que sólo unos pocos privilegiados pueden ver a la naturaleza como realmente es, y son capaces de expresar su benevolencia y su malevolencia a través de la poesía. 

## Composición y publicación
Percy Shelley ideó Mont Blanc a finales de julio de 1816, cuando con Mary Godwin y Claire Clairmont (la hermanastra de Mary Godwin) recorrió el Valle Chamonix y visitó el Mont Blanc, la montaña más alta de Europa. Percy Shelley se vio inspirado por el escenario circundante a un puente sobre el río Arve en el valle Chamonix, en Savoya, cerca de Ginebra, y decidió ubicar su poema en un paisaje similar. Escribió que su verso fue «compuesto bajo la inmediata impresión de los profundos y poderosos sentimientos excitados por los objetos que trata de describir; y, como un desborde poco disciplinado del alma, apoya su reclamación por aprobación en un intento de imitar el inaccesible desierto y la solemnidad de los mismos sentimientos». Más tarde, cuando describió las montañas en términos generales, escribió «la inmensidad de aquellas cumbres asombran cuando aparecen de repente ante la vista, un sentimiento de maravilla, algo relacionado con la locura».
Shelley finalizó un esbozo del poema antes de septiembre, y fue publicado en 1817 como parte de la obra de los Shelley Historia de una excursión de seis semanas. La versión publicada no se basó en la primera copia finalizada del poema de Shelley, sino en una segunda copia escrita que reemplazó a la primera. El primer manuscrito contiene muchas diferencias de la primera versión publicada, y fue descubierto en diciembre de 1976. Las publicidades de Historia aparecieron el 30 de octubre en el periódico Morning Chronicle y el 1 de noviembre en The Times, prometiendo un lanzamiento del 6 de noviembre. Sin embargo, no fue hasta el 12 o 13 de noviembre que se publicó definitivamente el libro. Se sugirió por el biógrafo de Percy Shelley Donald Reiman que Historia de una excursión de seis semanas fue escrito con el único propósito de presentar a Mont Blanc. La editora de Historia Jeanne Moskal coincide con Reiman en que el libro fue realizado para culminar en el poema, y nota que fue consumado utilizando una tradicional variedad de géneros—diarios, cartas, poemas—una variedad que aparece en los escritos de Mary Shelley. Sin embargo, estas asociaciones tradicionales de géneros se ven obstaculizadas por el implícito reconocimiento de Mary Shelley como autora principal, con su diario proveyendo el título de la obra y contribuyendo a la mayor parte del texto. Además, aquellos que ven a Historias como un libro de viajes pintoresco argumentan que las descripciones de las escenas de los Alpes deberían haber sido familiares para las audiencias de principios del siglo XIX que no experaban un contexto poético.
La publicación de Mont Blan en Historia de una excursión de seis semanas fue la primera y única publicación del poema durante la vida de Percy Shelley. En 1824, dos años luego de su muerte, Mary Shelley lo incluyó en la primera colección de sus poemas y luego en el libro Obras poéticas de Percy Bysshe Shelley de 1840. Ignorando la prohibición que el padre de Percy le había impuesto acerca de escribir su biografía, añadió extensas notas editoriales en aquellas publicaciones. Declaró en 1824: «Voy a justificar sus acciones... Quiero que sea querido por toda la posteridad». Como explica la biógrafa de Mary Shelley Betty T. Bennett, «los biógrafos y críticos están de acuerdo en que el compromiso de Mary Shelley para darle a Percy el reconocimiento que pensaba que merecían sus obras, fue el principal medio que estableció la reputación de Shelley durante un periodo en el cual estaba fuera de la óptica pública».

## Poema

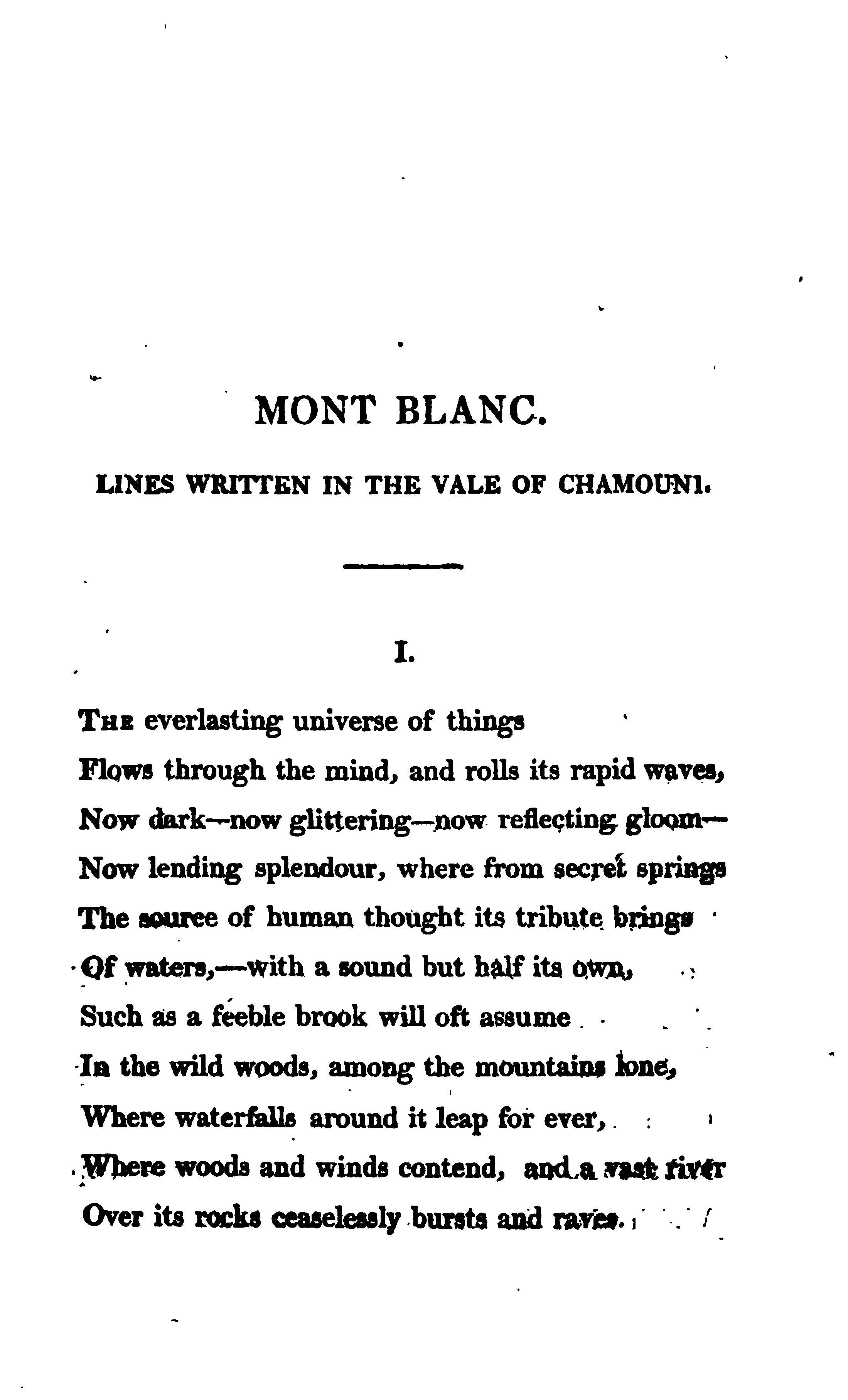
Primera página de Mont Blanc, incluido en Historia de una excursión de seis semanas (1817).

Mont Blanc es una oda de 144 líneas, dividido en cinco estrofas y escrito en ritmo irregular. Fue la respuesta de Shelley al poema de William Wordsworth Tintern Abbey y una «reacción desafiante» contra las «certezas religiosas» del poema de Samuel Taylor Coleridge Hymn before Sun-rise, in the Vale of Chamouni, el cual «describe a Dios como el creador de las sublimes maravillas del paisaje».
Cuando el narrador del poema mira el Mont Blanc, es incapaz de estar de acuerdo con Wordsworth en que la naturaleza es benevolente y gentil. En su lugar, el narrador describe a la naturaleza como una fuerza poderosa:
El eterno universo de objetos
Fluye a través de la mente, y balancea sus rápidas olas,
Ahora oscuras—ahora brillantes-ahora reflejando la oscuridad—
Ahora demostrando esplendor, desde lugares secretos
La fuente del pensamiento humano que trae su tributo
De las aguas... (Líneas 1–5)
Sin embargo, esta fuerza sólo parece tener poder cuando está en relación con la mente humana.
En la segunda estrofa, el narrador muestra al río Arve como la representación de la conciencia en la naturaleza. El río y el barranco que lo rodean incrementan la belleza de lo demás:
...espantosa escena,
En donde el poder del Arve recae
De los cúmulos de hielo que respaldan su trono secreto,
Apareciendo entre las oscuras montañas como la llama
Del rayo entre la tempestad... (Lines 15–19)
Cuando el narrador presencia el poder del río Arve, exclama que parece estar en un trance sublime y extraño, controlado por su mente humana que en forma pasiva es influenciada rápidamente intercambiando información con el universo que la rodea.
Se da cuenta de que el conocimiento es una combinación de percepciones sensoriales y las ideas de la mente. El río, por lo tanto, puede servie como símbolo de un poder consciente y una fuente del pensamiento imaginativo cuando finaliza la estrofa.
La tercera estrofa muestra las conexiones entre el Mont Blanc y un poder mayor, comparando a la montaña con el cielo y narrando su poder sobre el resto de los cerros. Aunque el poder parece haber sido removido de la humanidad, aún puede servir como maestro. Escuchando a la montaña, uno puede aprender que la naturaleza puede ser tanto benevolente como malevolente; el bien y el mal emergen de las elecciones conscientes y de las relaciones del sujeto con la naturaleza.
La cuarta estrofa discute el gran poder oculto detrás de la montaña:
El poder descansa en su tranquilidad
Remoto, sereno e inaccesible:
Y esto, el semblante desnudo de la Tierra,
Sobre la que estoy, incluso estas montañas
Enseñan a las mentes que recurren a ellas.... (Lines 96–100)
El poder de la montaña, el cual abarca tanto la creación como la destrucción, se ve en una posición paralela con el poder de la imaginación.
Aunque la naturaleza puede enseñarle al humano sobre la imaginación y ofrecer verdades sobre el universo, el poema niega la existencia de una religión natural. El poder del universo se simboliza con el Mont Blanc, pero para que ese poder tenga algún significado, uno debe ejercitar la imaginación.
El Mont Blanc todavía resplandece en las alturas:-el poder está allí,
El poder todavía latente y solemne de muchas vistas,
Y muchos sonidos, y muchas vidas y muertes...
...La fortaleza secreta de los objetos
Que gobiernan los pensamientos, y para el domo infinito
Del cielo ¡es como una ley que deben obedecer!
Y tanto la tierra, las estrellas, el mar,
Si fueran productos de la mente humana
¿El silencio y la soledad estarían vacantes?(Lines 127–129, 139–144)

### Variaciones
Tanto en lenguaje como en filosofía, la primera edición publicada del poema varía de la copia hallada en el Cuaderno Scrope Davies y del esbozo manuscrito original. Por ejemplo, una distinción importante entre el texto publicado y las versiones manuscritas es la línea «Pero para semejante fe», la cual aparece como «En semejante fe» tanto en el cuaderno como en el manuscrito. El crítico Michael O'Neill argumenta que la versión de Scrope Davies «muestra el sentido más evidente, aunque posiblemente sacrifica parte de la tensión» de la versión publicada; contiende que ésta «es críptica y tortuosa, y el hecho reside en que Shelley eligió imprimir el poema con su lectura mientras estaba vivo».

## Temáticas
Mont Blanc trata sobre la mente humana y su habilidad para comprender la verdad. Su principal temática examina la relación entre la mente humana y el universo; el poema discute la influencia de la percepción en la mente, y cómo el mundo puede convertirse en un reflejo del manejo de la mente. Aunque Shelley creía que la mente humana debía estar libre de moderaciones, también reconocía que nada en el universo es completamente libre; creía que hay una fuerza en el universo a la cual está conectada la mente humana y por la cual se ve influenciada. A diferencia de Coleridge, Shelley creía que los poetas son la fuente de autoridad en el mundo, y al contrario que Wordsworth, creía que había un ladon oscuro de la naturaleza que es una herencia del proceso cíclico del universo; una noción similar a la teoría del naturalista francés George Cuvier.
En Mont Blanc, la relación del poema con la montaña se convierte en un símbolo para la relación del protagonista con la historia. El personaje es privilegiado porque puede entender la verdad oculta en la naturaleza, por lo que puede usar su verdad para guiar a la humanidad. El hombre interpreta a la «voz» de la montaña y transmite la verdad de la naturaleza a través de su poesía. Al colocar su fe en la verdad que ha recibido, el protagonista gana un lugar entre la naturaleza y obtiene el derecho de dar a conocer sus pensamientos. El papel de la naturaleza no es tan importante como la mediación del personaje entre la naturaleza y el hombre. Shelley, y el protagonista de Mont Blanc, se oponen a la religión organizada y ofrecen en su lugar un reemplazo igualitario. Sin embargo, sólo un grupo selecto de personas pueden entender verdaderamente los secretos del universo.

## Recepción
Historia de una excursión de seis semanas recibió tres críticas al momento de su publicación, todas por lo general favorables. La revista Blackwood's Edinburgh publicó tres extensos extractos de la tercera estrofa, la cual contiene temáticas y símbolos similares a los de «Cartas desde Ginebra» incluidos en Historia. El crítico escribió que el poema era «muy ambicioso, y en ocasiones muy similar a una imitación del sublime himno de Coleridge en el valle de Chamouni». Como crítico Benjamin Colbert explica en su análisis de los comentarios, «lo que Shelley señala parece diferir con el crítico en que no están basados en su originalidad o en las provocativas implicaciones de las descripciones, sino en su aproximación a un éxito ya conseguido por otros escritores de libros de viajes».